# ISO 3166-2:AN
ISO 3166-2:AN est l'entrée anciennement attribué pour les Antilles néerlandaises dans l'ISO 3166-2, qui fait partie du standard ISO 3166, publié par l'Organisation internationale de normalisation (ISO), et qui définit des codes pour les noms des principales administration territoriales (e.g. provinces ou États fédérés) pour tous les pays ayant un code ISO 3166-1.

## Description
Le territoire des îles formait juridiquement un des trois États du royaume des Pays-Bas. Le 10 octobre 2010, la fédération est dissoute. Depuis cette date, Curaçao et la partie néerlandaise de l’île de Saint-Martin forment des États autonomes au sein du Royaume des Pays-Bas, tandis que les îles de Bonaire, Saba et Saint-Eustache constituent des municipalités à statut particulier des Pays-Bas.
Aucune entrée n'avait été utilisé entre 1974 et 2010.
Historique des changements :
- 15 décembre 2010 : Supprimer l'entrée ;
- 14 mars 2011 : Divisée entre: Bonaire, Saint-Eustache et Saba (BQ, BES, 535), Curaçao (CW, CUW, 531) et Saint-Martin (partie néerlandaise) (SX, SXM, 534) ;
- 14 juillet 2011 : Corriger le nom en anglais Sint Eustatius pour l'aligner avec UNTERM ;
- 13 décembre 2011 : Suppression, par cohérence de l'ISO 3166-1 et de l'ISO 3166-2.